# Relations entre l'Azerbaïdjan et la Tunisie
Les relations diplomatiques entre l'Azerbaïdjan et la Tunisie désignent les relations entre la République d'Azerbaïdjan et la République tunisienne depuis 1998.

## Histoire
Les relations diplomatiques entre l'Azerbaïdjan et la Tunisie sont établies le 1er juillet 1998.